# Saints Row: The Third
Saints Row: The Third — компьютерная игра, экшен от третьего лица с ролевыми элементами, разработанный компанией Volition, Inc.. Дата выхода — 15 ноября 2011 года в США и 18 ноября 2011 года в Европе. Игра выпущена на PC, PlayStation 3, Xbox 360 и Nintendo Switch.
6 апреля 2020 года было анонсировано переиздание игры с обновленной графикой, эффектами и освещением. Релиз состоялся 22 мая 2020 года на PlayStation 4, Xbox One и PC.

## Сюжет
Прошли годы с тех пор, как Святые 3-й улицы забрали себе Стилуотер. Это уже не обычная уличная банда, а настоящий бренд с кроссовками, энергетическими напитками имени себя и куклами Джонни Гэта с качающейся головой, которые продает каждый магазинчик поблизости.
Главным противником банды с 3-й улицы станет международная криминальная организация под названием «Синдикат», лапы которой легли на всем известный Стилуотер. Святым ничего не оставалось, как признать поражение (не без боя, однако в схватке «трагически гибнет» Джонни Гэт) и расположиться в городе Стилпорте, в котором ещё не так развита криминальная «экосистема». Собственно, ветвями Синдиката в Стилпорте, с которыми нам и надо будет сражаться за власть.
Hа протяжении игры будут 3 группировки, так называемые «Декеры» под предводительством сумасшедшего малолетки — кибер-панка Мэтта Миллера, «Лучадоры», которых возглавляет эгоцентричный борец Киллбейн, цепной пёс Синдиката, а также группировка под названием «Моргенштерн», являющаяся элитой Синдиката и возглавляемая Филиппом Лореном. Первым убежищем Святых становится квартира бывшего ухажёра Шаунди.
Пирс узнаёт, что у Синдиката есть шикарный пентхаус в Даунтауне, где собираются проводить приём гостей со всего мира. Святые отбивают пентхаус и он становится их штаб-квартирой. Далее Главный Герой помогает Пирсу в развитии бизнеса Святых. Вскоре они узнают о оружейном магазине «Порох», который принадлежит Синдикату. Босс вместе с Шаунди и Пирсом штурмуют его, и взломав компьютеры узнают местонахождение Филиппа Лорена — башня Синдиката. Святые готовятся штурмовать небоскрёб Лорена. Там они находят Олега Кириллова — прототипа для громил Синдиката. Они освобождают его и амбал приводит их к самому Лорену. Тот пытается сбежать на скоростном лифте, но Главный Герой настигает его и в итоге Лорена расплющило настроенным амортизатором массы. Далее по выбору игрока башня Синдиката переходит в руки Святых или же будет взорвана.
Новым предводителем Синдиката становится Эдди «Киллбейн» Прайор — лидер лучадоров. После неудачного покушения на Святых в их пентхаусе, Киллбейн конфликтует с Кики ДеВинтер и убивает её. Далее Босс помогает сутенёру Займосу в восстановлении его проституционного бизнеса. В имущество Святых переходит БДСМ клуб «Стоп слово» и позже похитив проституток у Синдиката, Займос открывает свой бордель. Тем временем сенатор Моника Хьюз нанимает спецотряд «КАБАН» под предводительством Сайруса Темпла, чтобы тот искоренил преступность в Стилпорте и покончил с бандами. Кроме того, сам генерал Сайрус жаждал мести за его убитую дочь Джессику. Святые похищают талисман «КАБАНА»-Джоша Бирка и Темпл решает всеми силами атаковать штаб-квартиру банды. По выбору игрока Святые вернут Темплу Джоша Бирка, или-же оставят его в банде. Потом Главный Герой помогает бывшему агенту ФБР и профессиональному хакеру Кинзи Кенсингтон в её борьбе с Декерами. Они похищают для Кинзи суперкомпьютер «КАБАНА» и позже отбивают у Декеров НЕМО-стул и присваивают Реакторы Берн-Хиллс себе. При помощи НЕМО-стула Кинзи переносит сознание Босса в виртуальную сеть Декеров, где он побеждает Мэтта Миллера. Но Главный Герой отпускает главаря Декеров в обмен на взлом необходимых для Святых фирм. Святые продолжают противостоять Синдикату и даже случайно превращают людей в зомби. После помощи мэру Берту Рейнольдсу, Святые получают поддержку правительства Стилпорта. Тем временем Анхель Де Ла Муэртэ, союзник Святых, планирует вернуться на ринг и победить Киллбейна. Он возвращает себе маску, проигранную в нечестном бою с Киллбейном. После этого Босс вместе с Анхелем выходят на ринг. Киллбейн используя «грязные» приёмы отправляет Анхеля в нокаут, и главному герою приходится продолжить сражение за Анхеля. Он одолевает «Ходячего Апокалипсиса» и по выбору игрока опозорит его, сняв с него маску или отпустит, став чемпионом «Смертельной битвы». В любом случае разгневанный Киллбейн решает погрузить город в хаос.
Тем временем «КАБАН» решает окончательно расправиться с Синдикатом и Святыми, устроив на улицах Стилпорта массовые беспорядки. Святые предотвращают разборки «КАБАНА» и лучадоров, после этого Босс узнаёт от Анхеля, что Киллбейн собирается улететь из Стилпорта, и то, что Шаунди захвачена в заложники. Перед главным героем стоит выбор: спасти Шаунди и вместе с ней репутацию Святых, но упустить Киллбейна, или убить Киллбейна, но тогда погибнет Шаунди, и этот террористический акт свалят на Святых. Концовка игры зависит от выбора игрока.

## Концовки
В игре есть две концовки, от которых зависит жизнь некоторых Святых:

### «Хорошая» концовка — Спасти Шаунди
Является истинной. Босс бросает все свои силы на то, чтобы спасти Шаунди и Виолу. Он летит на встречу с Кинзи, которая, дабы сильно не заморачиваться, просит сбросить бомбы в воду, после чего Босс поднимается на вершину, где обнаруживает Виолу, Шаунди, которую использует Кия как живой щит, и, неожиданно, Берта Рейнольдса. План был прост, как пробка: Уничтожить статую, а вместе с ней мэра Стилпорта, и обвинить во всех грехах Святых, дабы Моника Хьюз дала полный карт-бланш на военные действия в городе. К счастью, катастрофы удаётся избежать, статуя, мэр и все Святые спасены. Спускаясь со статуи, и попав под объективы камер журналистов, Святые также попадаются в лапы S.T.A.G. и оказываются задержаны, но Моника Хьюз, которая слишком сильно дорожит репутацией, выгоняет Сайруса и весь S.T.A.G. из города, окончательно закрепляя за Святыми статус «народных героев», после чего Святые в лице Пирса, Шаунди и Босса уходят куда подальше. «Так что будем делать босс? Продолжим наводить беспорядки в Стилуотере?» спрашивает Пирс Босса, на что получает краткое «Пока нет». В заключительной миссии герой и его друзья летят на Марс (отсылка к другой известной игре Volition Inc. — Red Faction), чтобы остановить Киллбейна (действие происходит во время съемок фильма Gangstas in Space). Вследствие миссии «погибает» сначала Пирс, затем Шаунди, а перед финальной стычкой Гэт. Босс встречает Киллбейна в злодейском логове, где последний признается игроку, в том, что он — его отец (отсылка к «Звёздные Войны: Империя наносит ответный удар»). Герою удается победить Киллбейна, после чего он произносит длинную речь, но внезапно забывает текст, из-за чего сцену приходится переснимать. «All right, people, big smile! It’s a happy ending!» (Хорошо, народ, улыбки шире! Это счастливый конец!) говорит режиссёр, и после хлопка нумератором экран гаснет. Титры.

### «Плохая» концовка — Убить Киллбейна
Главный герой решает убить Киллбейна, но тем самым обрекает Шаунди, Виолу и мэра Стилпорта на смерть, а репутацию Святых — на крах. Главный герой встречает Анхеля, попавшего в засаду, и вместе с ним едет в аэропорт. Там самолёт Киллбейна уже готов к отправке, но Босс взрывает его до побега Киллбейна. После чего в рукопашном бою Главный Герой убивает Киллбейна, свернув тому шею. В кат-сцене показывают таймер, время на нём подходит к концу. Протагонист видит взрыв. Ему звонит Пирс, и он, разочарованный в Боссе, спрашивает, стоило ли оно того. После разговора, Пирс бросает трубку. Тем временем, у взорванного памятника Моника Хьюз признает правоту Сайруса Темпла насчет Святых и дает разрешение на запуск корабля «ДЕДАЛ». Затем Босс с остальными Святыми оплакивают смерть Шаунди и Виолы, но неожиданно появляется корабль «ДЕДАЛ», принадлежащий S.T.A.G. Босс летит уничтожать его. Он ставит 4 заряда на запасы бомб корабля, затем сбивает СВВП(Самолет Вертикального Взлета и Посадки) Сайруса Тэмпла. После всех этих событий город принадлежит Святым. Они врываются в телестудию, где объявляют Монике Хьюз, что город принадлежит Святым и вообще откалывается от США, провозгласив самоуправление. После этого, Главный герой говорит Пирсу, что если Святые хотят, чтобы их город процветал, то им нужен новый мэр, и Пирс — достойный кандидат. Пирс соглашается. Титры.

## Дополнение Enter the Dominatrix
4 мая было анонсировано масштабное дополнение к игре — Saints Row: Enter The Dominatrix. В нём герои игры окажутся в виртуальном мире Dominatrix, куда их поместил предводитель инопланетных захватчиков Зиньяк. «Доминатрикс» выглядит как Стилпорт, вот только законы в нём действуют совершенно другие. Персонажи игры обретут суперспособности — от невероятной скорости и до фантастической силы. По мнению разработчиков, это позволит сделать сражения игры ещё более безумными. Позже разработчики объявили, что разработка дополнения свёрнута, а все наработки войдут в Saints Row 4.

## Отзывы и продажи
| Сводный рейтинг       | Сводный рейтинг                                            |
| Агрегатор             | Оценка                                                     |
| --------------------- | ---------------------------------------------------------- |
| GameRankings          | - PC: 86,44 % - X360: 84,90 % - PS3: 84,12 % - NS: 72,79 % |
| Русскоязычные издания |                                                            |
| Издание               | Оценка                                                     |
| Absolute Games        | 70/100                                                     |
| PlayGround.ru         | 8,7/10                                                     |

| Сводный рейтинг | Сводный рейтинг |
| Агрегатор       | Оценка          |
| --------------- | --------------- |
| GameRankings    | 54,27 %         |

Летом 2018 года, благодаря уязвимости в защите Steam Web API, стало известно, что точное количество пользователей сервиса Steam, которые играли в игру хотя бы один раз, составляет 5 143 189 человек.